# Charlotte Wessels
Johanna Charlotte Wessels (Zwolle, Países Bajos, 13 de mayo de 1987) es una cantautora y multinstrumentista neerlandesa, conocida principalmente por haber sido la vocalista y compositora del grupo de metal sinfónico neerlandés Delain.

## Carrera
Empezó con la música en el mundo del jazz, cantando y tocando el clarinete. Posteriormente, cambió de estilo y comenzó a recibir clases de música clásica durante más de un año.

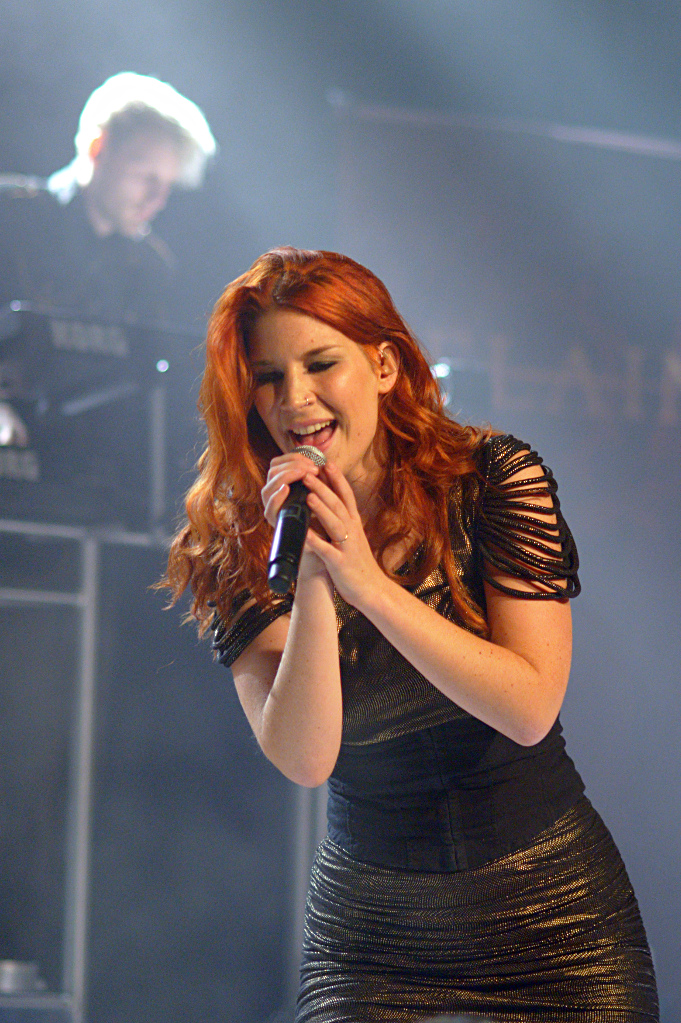
Wessels en vivo en 2012.

Iba a ser parte de la banda To Elysium durante menos de un año, hasta que un día conoció al exteclista de Within Temptation, Martijn Westerholt, con el que empezó el grupo Delain.
También ha cantado como invitada en la ópera-metal Infernorama, grupo del que fuese su compañero por un corto período de tiempo en To Elysium, el guitarrista Manny Van Oosten.

### To Elysium
Se unió a una banda de metal gótico llamada To Elysium alrededor de los dieciséis años. Mencionó en una entrevista que sus padres tuvieron que firmar un contrato porque todavía era menor de edad.

### Delain
Su papel en el grupo ha sido como la vocalista y letrista principal. Su primer trabajo fue Lucidity de 2006, siendo el álbum que les hizo saltar a la fama. Con su corto tiempo de existencia compusieron su segundo trabajo oficial llamado April Rain. Más tarde llegaron los álbumes We Are the Others, The Human Contradiction, Moonbathers y  Apocalypse & Chill. En febrero del 2021, se anuncia la salida de Delain de Charlotte, Timo Somers, Otto Schimmelpenninck van der Oije y Joey de Boer, quedando como único miembro el tecladista Martijn Westerholt.

### Phantasma
Junto con Georg Neuhauser de Serenity y Oliver Philipps de Everon, creó un proyecto de rock sinfónico llamado Phantasma. Han firmado con Napalm Records para publicar un álbum conceptual de Neuhauser. Wessels no solo canta en el álbum, sino que también escribió su novela debut llamada "The Deviant Hearts" especialmente para este proyecto.

### Carrera en solitario,Six Feet Under Studio
Tras su salida de Delain Charlotte se centra en su carrera como solista, que ya había comenzado el 2020 en la plataforma Patreon, lanzando su primer sencillo llamado Soft Revolution, siendo la "Canción del Mes" en enero del 2021. El 14 de mayo del 2021, Wessels lanza un cover del músico Gerard McMahon, titulado Cry Little Sister, canción que formó parte de la banda sonora de la película The Lost Boys, el año 1987. El 30 de junio del mismo año, lanza el video musical para la canción Superhuman.
El 1 de junio del 2021, Charotte Wessels anuncia el título de su primer álbum como solista, Tales from Six Feet Under, una colección de diversos géneros musicales, variando desde el indie pop, synth-rock y metal. Fue lanzado el 17 de septiembre del mismo año. Todas las canciones fueron hechas en el estudio de su casa, donde escribió, produjo e interpretó todos los instrumentos en el disco.
El 28 de junio del 2022, Wessels anuncia el título de su segundo álbum de estudio, Tales from Six Feet Under, Vol. II, el cual será lanzado el. 7 de octubre del 2022.

## Voz
Su voz se ha descrito como soprano, por lo cual ha hecho muchas colaboraciones con diversos artistas como Liv Kristine de Leaves Eyes y Sharon den Adel de Within Temptation. Wessels se ha preparado tanto en canto de jazz como en canto clásico, aunque no concluyó sus estudios. Primero estudió el canto de jazz, pero más tarde, su maestra le sugirió el clásico. Sin embargo, Wessels ha declarado que considera que la educación clásica es muy restrictiva, por lo que le gusta más hacer algo "entre lo clásico y lo jazzístico":

Me entrenaba para cantar como soprano y hacer todo correctamente, fue en el tiempo en el que aquello del “beauty and the beast” estaba muy de moda en el mundo metalero: guturales acompañados de una voz angelical. Y creo que hice una o dos actuaciones cantando solo arias y de inmediato obtuve un montón de peticiones de bandas de metal locales preguntándome: "Oye, ¿quieres ser la chica de la voz aguda en nuestra banda?". Así fue como llegué a To Elysium, que era una banda de metal, a partir de ahí me di cuenta que realmente me gustaba esto [...] Pero creo que la cuestión fue hacer lo oportuno en el momento adecuado, pues ese [canto] era realmente popular en ese entonces, ahora ni siquiera me considero una soprano [clásica]. Para mí es demasiado difícil el conservarse en perfecto estado para lograr semejante canto tan agudo. Mi estilo vocal preferido es aquel que se parezca más a hablar, tanto como sea posible, porque se siente como si estuviera relatando una historia.
Charlotte Wessels para el sito web Metal-Temple, 2016.

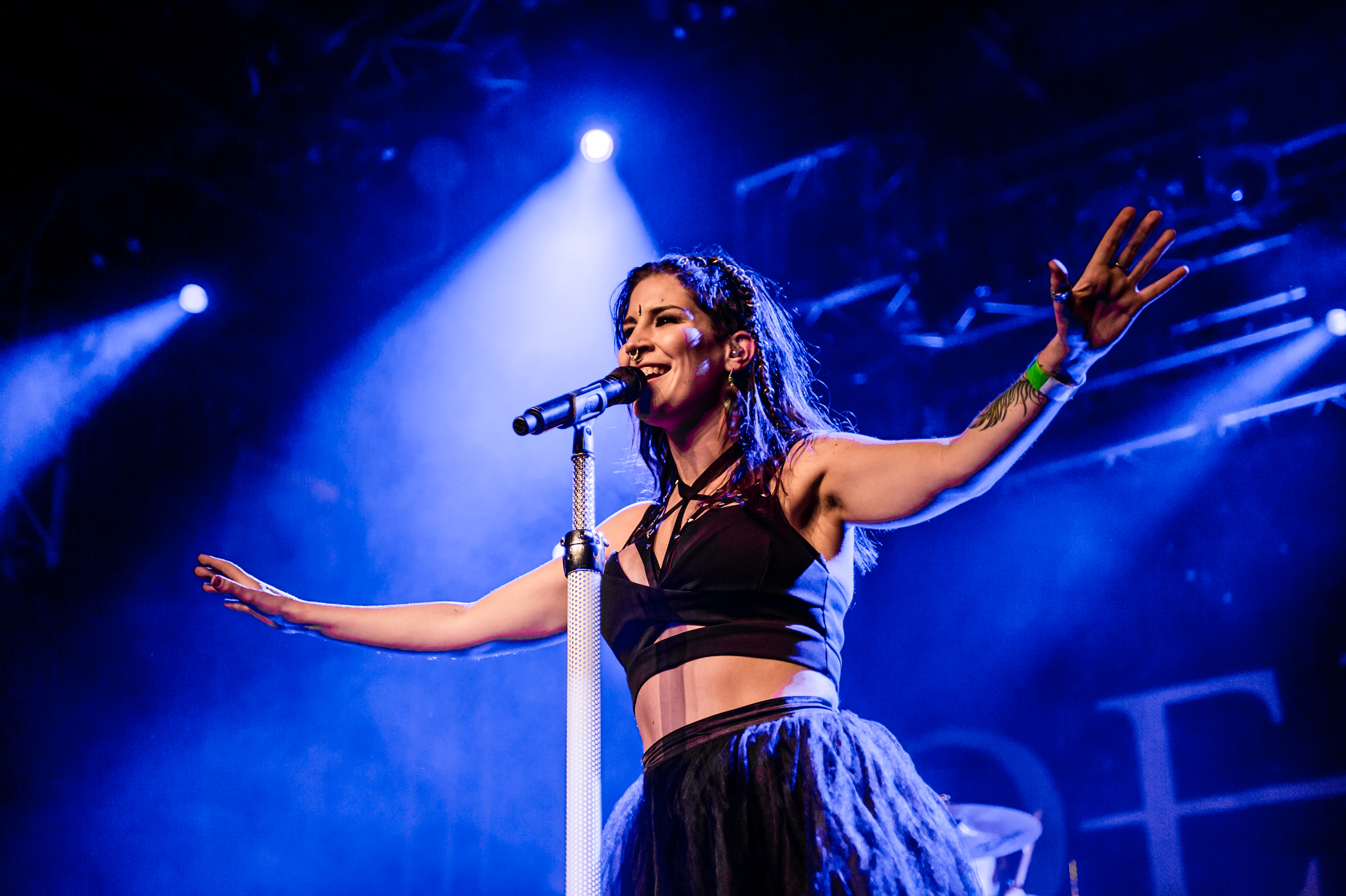
Wessels con Delain en 2016.

Durante la gira promocional del álbum The Human Contradiction, comenzó a emplear su voz gutural en la canción The Tragedy of the Commons, en la versión de estudio Alissa White-Gluz fue quien realizó los guturales, debido a que era un estilo en que había estado interesada en aprender desde hace mucho tiempo. Para su siguiente álbum Moonbathers realizó los guturales de las canciones Pendulum y The Glory and the Scum: "Hago los guturales por primera vez, aunque solo sean voces de fondo, pero para mí es la primera vez que hago eso en un disco." En 2016 participó en el tema Aquarium de la banda Dark Sarah, Wessels usó tanto su voz limpia como su voz gutural.

## Influencias

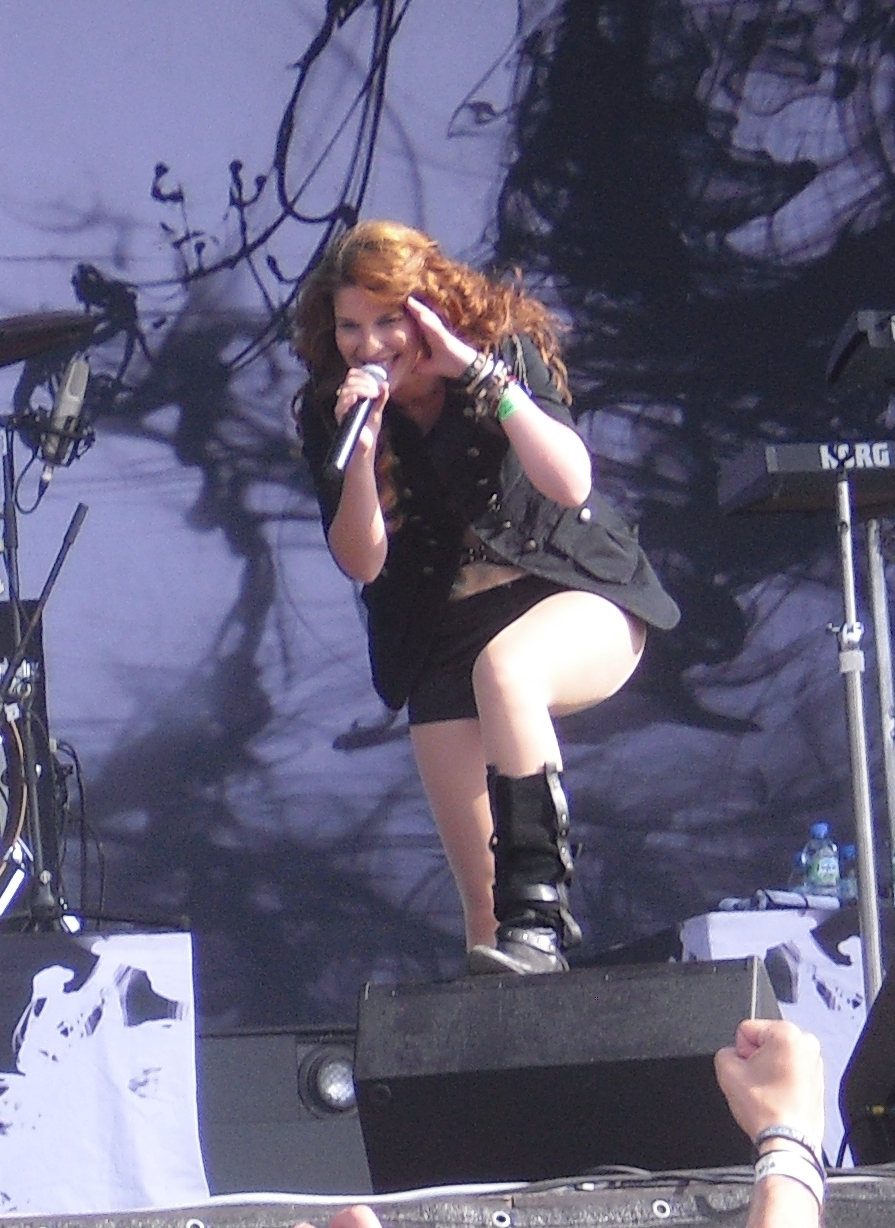
Charlotte Wessels en Live Wacken, 2010.

Al preguntársele sobre los artistas que han sido sus mayores influencias, Wessels ha mencionado a Led Zeppelin, The Doors, Deep Purple, Lacuna Coil, Within Temptation, The Gathering, Metallica, Muse, Kate Bush y System of a Down, siendo Toxicity uno de sus discos predilectos; así como a las compositoras Tori Amos, Björk y Sia Furler. Su banda favorita es Radiohead.
El 15 de enero de 2018, mencionó en su cuenta de Instagram que la voz de Dolores O'Riordan había sido una de sus principales influencias para empezar a cantar.

## Vida privada
En sus ratos libres le gusta coleccionar CD, tocar la guitarra, leer, dibujar, pintar; de hecho, ha compartido algunas de sus pinturas a través de sus redes sociales.
Apasionada de las películas de horror, muchas de ellas le han servido de inspiración para componer canciones. También le gustan las películas El viaje de Chihiro, El efecto mariposa, Pulp Fiction, Requiem for a Dream, Copying Beethoven y El laberinto del fauno.
Tiene un título en historia del arte y una maestría en estudios de género.
Es vegetariana y se considera feminista. Ha expresado su desacuerdo hacia el uso del término female-fronted metal: "¡Es realmente raro que el género de un solo integrante de una banda defina qué tipo de música haces! Creo que es una de las cosas que realmente indica que los prejuicios siguen ahí". Escribió un artículo sobre el tema para la revista Kerrang! en conmemoración por el Día Internacional de la Mujer en 2019. 
En septiembre de 2017, anunció a través de su cuenta de Facebook que había contraído matrimonio con su pareja, después de 12 años de relación.

## Discografía

### Como solista
Álbumes de estudio
- Tales from Six Feet Under (2021)

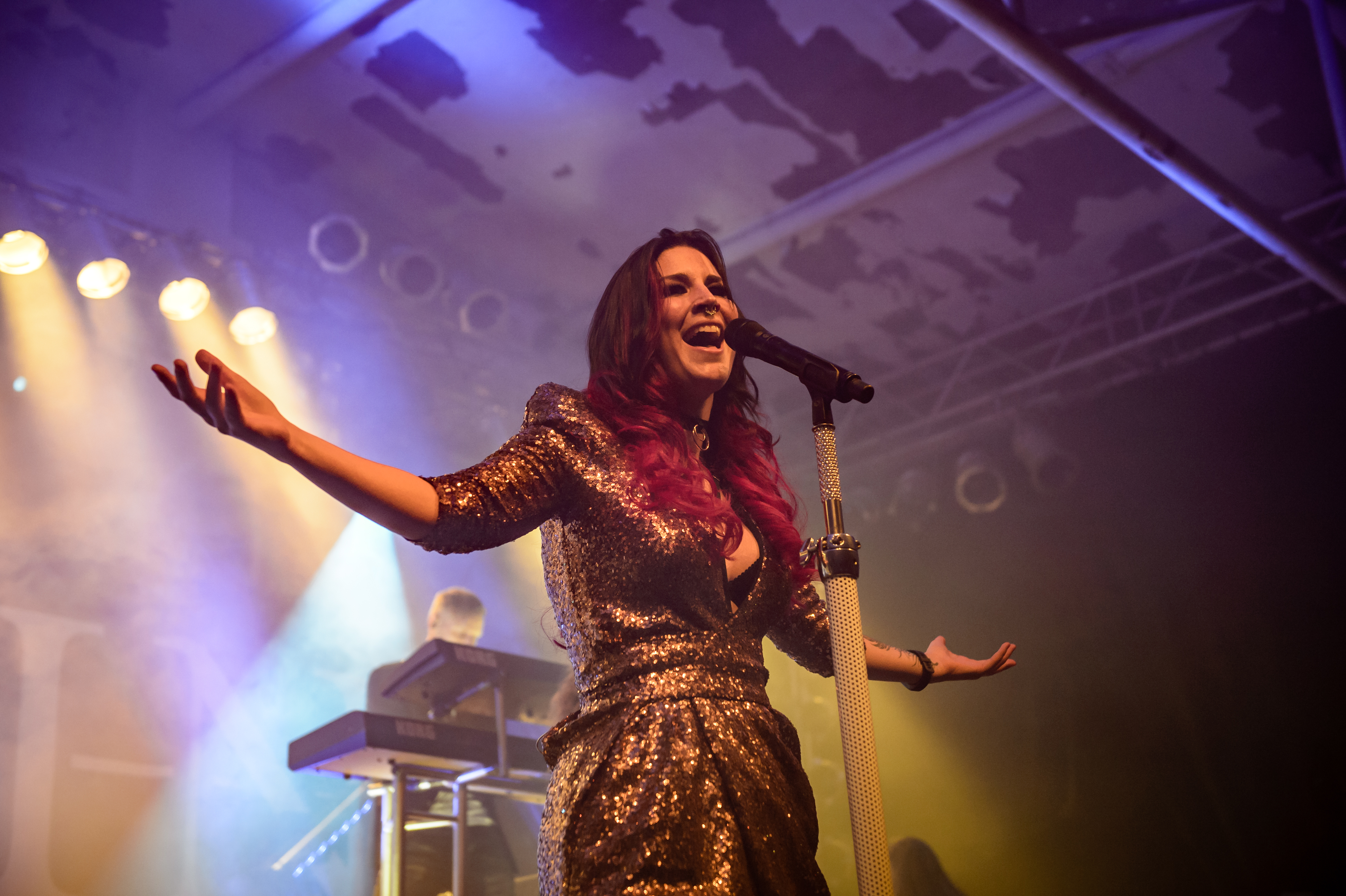
Wessels con Delain en el Moonbathers Tour, 2016

- Tales from Six Feet Under Vol. II (2022)

### Delain
Álbumes de estudio
- Lucidity (2006)
- April Rain (2009)
- We Are the Others (2012)
- Interlude (2013)
- The Human Contradiction (2014)
- Moonbathers (2016)
- Apocalypse & Chill (2020)

EP
- Lunar Prelude (2016)
- Hunter's Moon (2019)

DVD
- A Decade of Delain: Live in Paradiso (2017)

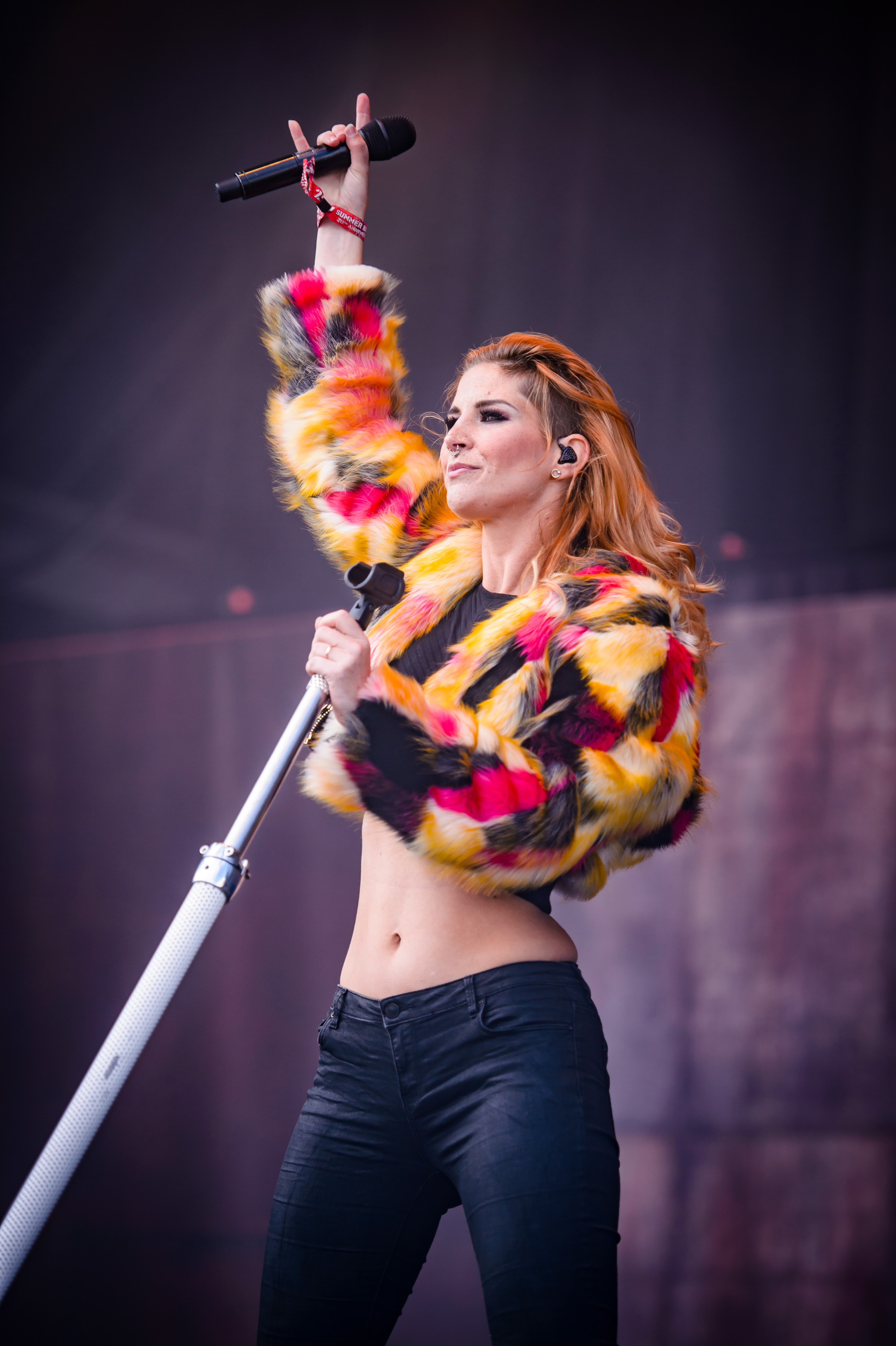
Charlotte Wessels junto a Delain en el Summer Breeze Festival 2017

Sencillos
- Frozen (2007)
- See Me in Shadow (2007)
- Shattered (2007)
- The Gathering (2008)
- I'll Reach You (2009)
- April Rain (2009)
- Stay Forever (2009)
- Smalltown Boy (2009)
- Nothing Left (2010)
- Get the Devil Out of Me (2012)
- We Are The Others (2012)
- Stardust (2014)
- Suckerpunch (2016)
- The Glory and The Scum (2016)
- Fire With Fire (2016)
- Masters of Destiny (2019)
- Hunter's Moon (2019)
- Burning Bridges (2019)
- One Second (2019)
- Ghost House Heart (2020)
- The Exorcism (2024)

### Infernorama
- A Symphony For The Heartless (2005)

### Phantasma
- The Deviant Hearts (2015)

### Colaboraciones
- Embrace The Night - DaY-már (2006)
- Serenade of Flames - Serenity (2010)
- Please Come Home - Knight Area (2011)
- High Enough - Nemesea (2011)
- Under Grey Skies - Kamelot (2015)
- Beautiful Apocalypse - Kamelot (2015)
- Aquarium - Dark Sarah (2016)
- The Reawakening | Qlimax 2021 Official Anthem  - Ran-D (2021)

## Novelas
- The Deviant Hearts (2015)

## Premios y nominaciones

### FemMetal Awards
| Año  | Trabajo nominado                                | Categoría          | Resultado |
| ---- | ----------------------------------------------- | ------------------ | --------- |
| 2021 | Charlotte Wessels                               | Mejor banda o acto | Nominada  |
| 2021 | "Tales from Six Feet Under" - Charlotte Wessels | Mejor álbum        | Nominada  |
| 2021 | Charlotte Wessels                               | Mejor vocalista    | Nominada  |